# نیل استرالیایی
نیل استرالیایی (نام علمی: Indigofera australis) نام یک گونه از سرده نیل است.